# Trescas
Trescas (en francès Tresques) és un municipi francès situat al departament del Gard i a la regió d'Occitània.